# 2016年リオデジャネイロオリンピックのセントビンセント・グレナディーン選手団
2016年リオデジャネイロオリンピックのセントビンセント・グレナディーン選手団（2016ねんリオデジャネイロオリンピックのセントビンセント・グレナディーンせんしゅだん）は、2016年8月5日から8月21日までブラジルのリオデジャネイロで開催された2016年リオデジャネイロオリンピックセントビンセント・グレナディーン選手団の名簿。

## 選手団
- 人員: 選手 4人
- 開会式旗手: キニーク・アレクサンダー

## 種目別選手・スタッフ名簿及び成績

### 陸上競技
| 選手                     | 種目     | 予選   | 予選 | 準決勝   | 準決勝   | 決勝     | 決勝     |
| 選手                     | 種目     | 結果   | 順位 | 結果     | 順位     | 結果     | 順位     |
| ------------------------ | -------- | ------ | ---- | -------- | -------- | -------- | -------- |
| ブランドン・パリス       | 男子400m | 47秒62 | 7着  | 予選敗退 | 予選敗退 | 予選敗退 | 予選敗退 |
| キニーク・アレクサンダー | 女子400m | 52秒45 | 7着  | 予選敗退 | 予選敗退 | 予選敗退 | 予選敗退 |

### 競泳
| 選手                     | 種目           | 予選      | 予選 | 準決勝   | 準決勝   | 決勝     | 決勝     |
| 選手                     | 種目           | 結果      | 順位 | 結果     | 順位     | 結果     | 順位     |
| ------------------------ | -------------- | --------- | ---- | -------- | -------- | -------- | -------- |
| ニコラス・シルヴェスター | 男子50m自由形  | 25秒64    | 61位 | 予選敗退 | 予選敗退 | 予選敗退 | 予選敗退 |
| イジー・ジョアキム       | 女子100m平泳ぎ | 1分17秒37 | 38位 | 予選敗退 | 予選敗退 | 予選敗退 | 予選敗退 |